# Mundusari
Mundusari is een bestuurslaag in het regentschap Subang van de provincie West-Java, Indonesië. Mundusari telt 5550 inwoners (volkstelling 2010).